# Saint-Bauzille-de-Montmel
Saint-Bauzille-de-Montmel – miejscowość i gmina we Francji, w regionie Oksytania, w departamencie Hérault.
Według danych na rok 1990 gminę zamieszkiwało 479 osób, a gęstość zaludnienia wynosiła 22 osoby/km² (wśród 1545 gmin Langwedocji-Roussillon Saint-Bauzille-de-Montmel plasuje się na 525. miejscu pod względem liczby ludności, natomiast pod względem powierzchni na miejscu 339.).